# Westelijke grassluiper
De westelijke grassluiper (Amytornis textilis) is een zangvogel uit de familie Maluridae (elfjes).

## Verspreiding en leefgebied
Deze vogel is endemisch in Australië en telt drie ondersoorten, waarvan een is uitgestorven:
- A. t. textilis: uiterst westelijk West-Australië.
- A. t. myall: zuidelijk Zuid-Australië.

- † A. t. macrouris: zuidwestelijk Australië (uitgestorven).